# Bernardino Fera
Bernardino Fera (Napoli, 27 maggio 1667 – Napoli, 1714) è stato un pittore italiano.

## Biografia
Fu un valido allievo del Solimena, così come il fratello Matteo che in seguito prese gli ordini di padre domenicano interrompendo la sua attività di pittore. La sua espressione artistica si manifesta soprattutto nelle tecniche del dipinto murale e nell'affresco, nel guazzo e nel realizzare apparati e macchine da festa caratterizzanti le manifestazioni artistiche del periodo. Poche sono le sue opere superstiti che decoravano alcune chiese napoletane (andate distrutte durante i bombardamenti della seconda guerra mondiale).
Nell'ipogeo della basilica di Santa Maria della Sanità sono visibili, gli unici affreschi di Fera, posizionati al di sopra di undici altari. Gli affreschi descrivono il martirio dei santi protocristiani. Nonostante il cattivo stato di conservazione degli affreschi, è possibile riconoscere le scene dei martiri e dei santi protocristiani di chiara ispirazione solimenesca. Le figure di San Liberato e di Sant'Artemio esprimono invece richiami classici nelle figure dei carnefici. Anche la volta dell'atrio della chiesa di Santa Maria del Rifugio presente un suo affresco il cui soggetto è la vergine con il bambino che aiutano le anime del purgatorio.